# 1원 동전
1원 동전은 대한민국의 중앙은행인 한국은행에서 발행하는 대한민국 원 동전 가운데 하나이다. 앞면에는 대한민국의 나라꽃인 무궁화가 그려져 있고 1원을 뜻하는 "일원"이라는 글이 쓰여져 있다. 뒷면에는 1원을 뜻하는 아라비아 숫자 "1"과 제조 연도, "한국은행"이라는 글이 쓰여져 있다. 소재는 알루미늄(100%), 테두리는 평면이며 무게는 0.729g, 지름은 17.20mm, 두께는 1.14mm이다.
1966년 8월 16일에 황동(구리 60%, 아연 40%)으로 주조된 가 1원 동전이 발행되었으며 1968년 8월 26일에 소재를 알루미늄(100%)로 바꾸고 무게를 줄인 나 1원 동전이 발행되었다. 1983년 1월 15일에 디자인 양식을 500원 동전에 맞춰서 수정한 다 1원 동전이 발행되었다. 1992년부터 물가 상승으로 인해 5원 동전과 함께 거의 통용되지 않고 있으나 한국은행에서 제작하는 기념용 현용 주화 세트에 들어가는 주화는 현재도 해마다 일정량 정도가 발행된다.

## 연혁
- 1966년 8월 16일 : 가 1원 동전 발행. (소재 : 황동(구리 60%, 아연 40%), 무게 : 1.70g, 지름 : 17.20mm, 두께 : 1.14mm, 테두리 : 평면, 도안 소재: 앞면 - 무궁화·액면 단위의 한국어 표기(일원)·중앙은행의 한국어 표기(한국은행), 뒷면 - 액면 숫자·중앙은행의 영어 표기(The Bank of Korea)·발행 연도)
- 1968년 8월 26일 : 나 1원 동전 발행. (소재 : 알루미늄(100%), 무게 : 0.729g, 지름 : 17.20mm, 두께 : 1.54mm, 테두리: 평면, 도안 소재: 앞면 - 무궁화·액면 단위의 한국어 표기(일원)·중앙은행의 한국어 표기(한국은행), 뒷면 - 액면 숫자·중앙은행의 영어 표기(The Bank of Korea)·발행 연도)
- 1984년 12월 1일 : 나 1원 동전 발행 중지.
- 1983년 1월 15일 : 다 1원 동전 발행. (소재 : 알루미늄(100%), 무게 : 0.729g, 지름 : 17.20mm, 두께 : 1.14mm, 테두리 : 평면, 도안 소재 : 앞면 - 무궁화·액면 단위의 한국어 표기(일원), 뒷면 - 액면 숫자·중앙은행의 한국어 표기(한국은행)·발행 연도)

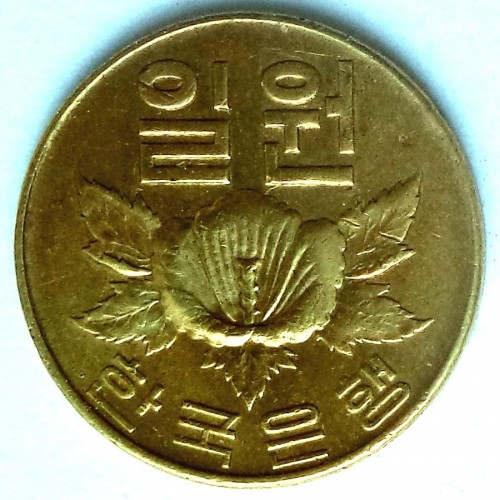
1966년부터 1967년까지 발행된 1원 동전의 앞면
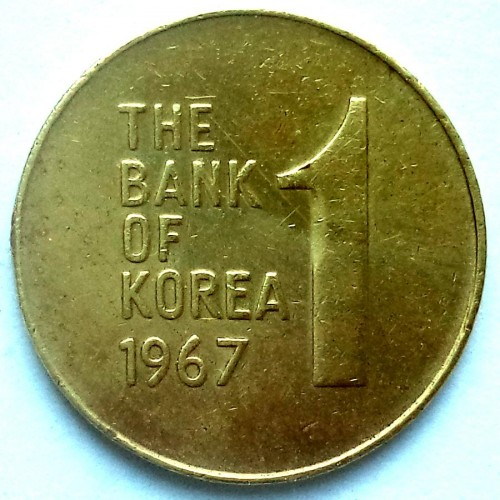
1966년부터 1967년까지 발행된 1원 동전의 뒷면
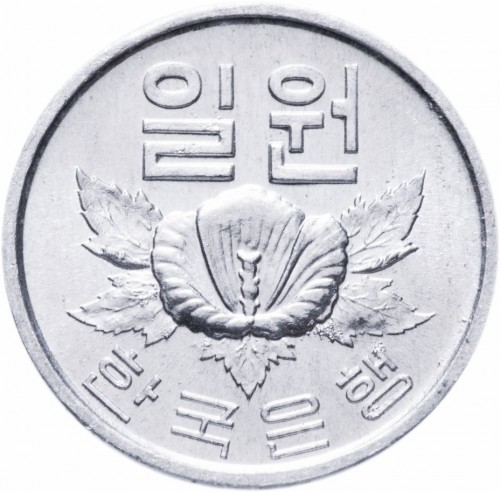
1968년부터 1982년까지 발행된 1원 동전의 앞면
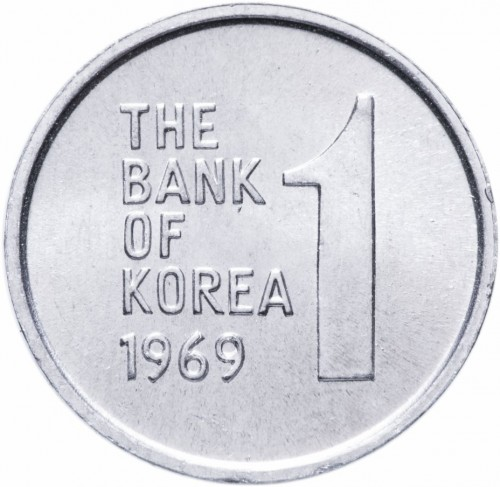
1968년부터 1982년까지 발행된 1원 동전의 뒷면